# Orgilus dioryctriae
Orgilus dioryctriae är en stekelart som beskrevs av Charles Joseph Gahan 1919. Orgilus dioryctriae ingår i släktet Orgilus och familjen bracksteklar. Inga underarter finns listade i Catalogue of Life.